# Валио Терме
Ва̀лио Тѐрме (на италиански: Vallio Terme, на източноломбардски: Vai, Вай, до 1976 г. само Vallio, Валио) е село и община в Северна Италия, провинция Бреша, регион Ломбардия. Разположено е на 400 m надморска височина. Населението на общината е 15 777 души (към 2013 г.).